# Droga wzrokowa

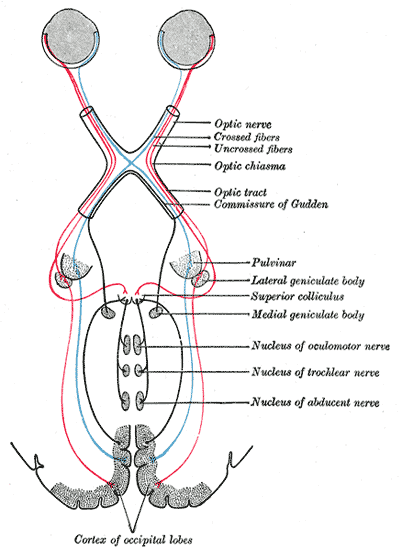
Szczegółowy schemat drogi wzrokowej

Droga wzrokowa – droga przenoszenia bodźców wzrokowych z siatkówki gałki ocznej do pierwszorzędowej kory wzrokowej (warstwy czwartej pola 17 Brodmanna) na powierzchni przyśrodkowej płata potylicznego mózgu.

## Przebieg
W zależności od przyjętej konwencji drogę wzrokową określa się jako trój- lub czteroneuronową. W drugim modelu za pierwszy neuron uznawane są komórki receptorowe.
- Pierwszym neuronem drogi wzrokowej są fotoreceptorowe komórki nerwowe czyli czopki i pręciki leżące w warstwie światłoczułej siatkówki. Liczba komórek pręcikowych jest 20 razy większa niż czopkowych.
- Drugi neuron stanowią komórki dwubiegunowe siatkówki, których wypustka zewnętrzna łączy się z receptorem, a wewnętrzna z komórkami wzrokowo-zwojowymi.
- Trzeci neuron, czyli komórki wzrokowo-zwojowe tak jak i dwa pierwsze elementy drogi wzrokowej leżą w siatkówce. Stąd  ich aksony kierują się w stronę brodawki nerwu wzrokowego (łac. papilla n. optici), przy czym włókna rozpoczynające się w plamce (łac. macula) tworzą własny pęczek plamkowo-brodawkowy (łac. fasciculus maculopapillaris). W obrębie nerwu wzrokowego aksony przyoblekają się w osłonkę rdzenną i łączą się w wiązki, pooddzielane od siebie łącznotkankowymi przegrodami. W skrzyżowaniu wzrokowym włókna ulegają wymieszaniu: włókna biegnące z przyśrodkowej (nosowej) części siatkówki przechodzą do przeciwległego pasma wzrokowego, natomiast włókna z bocznej (skroniowej) strony nie ulegają skrzyżowaniu i biegną w stronę pasma wzrokowego po tej samej stronie. W rezultacie jeśli droga wzrokowa ulegnie uszkodzeniu za skrzyżowaniem, następuje obuoczny połowiczy ubytek pola widzenia strony przeciwległej.  Pasma wzrokowe (łac. tractus opticus) wiodą neuryty do ciała kolankowatego bocznego (LGN- ang. lateral geniculate nucleus) (zawzgórze).
- Ostatnim, czwartym neuronem drogi wzrokowej są komórki głównego jądra ciała kolankowatego bocznego (LGN). Ich aksony tworzą promienistość wzrokową, która przechodzi przez zasoczewkową i podsoczewkową część torebki wewnętrznej i zatacza łuk dookoła komory bocznej (pętla Meyera), kończąc się w pierwszorzędowej korze wzrokowej leżącej dookoła bruzdy ostrogowej płata potylicznego. LGN wysyła włókna do pierwszorzędowej kory wzrokowej-V1, a także do pozostałych części kory wzrokowej- drugorzędowej V2 i V3. [2] [3] [4] [5] [6] V1 analizując kontury obrazu, pozwala zrozumieć jego organizację przestrzenną. V1 decyduje również gdzie skierować uwagę lub spojrzenie. [7]    V2 nie tylko odbiera impulsy z LGN, ale także je przekazuje impulsy (bezpośrednio i przez poduszkę wzgórza) do V1. V2 pełni tę samą funkcję co V1, jednak porównuje też impulsy z lewego i prawego oka (obrazy 2D) pozwalając określić głębię ostrości. V2 łączy się z V1 - V5.                            V3 pomaga przetwarzać ruch obiektów w polu widzenia (kierunek i prędkość). V3 łączy się z V1, V2 i dolną korą skroniową. [8] [9]                             V4 rozpoznaje proste kształty i pobiera dane wejściowe z V1, V2, V3, LGN i poduszki. [10]                                                                                       Sygnały wyjściowe V5 obejmują V4 i jego otoczenie oraz korę motoryczną ruchu gałek ocznych.  Funkcja V5 jest podobna do pozostałych obszarów kory wzrokowej, ale także integruje ruch lokalnego obiektu z ruchem globalnym na złożonym poziomie. V6 współpracuje z V5 w zakresie analizy ruchu. V5 analizuje ruch własny, natomiast V6 analizuje ruch obiektów względem tła. Podstawowym wejściem V6 jest V1 oraz częściowo V5.  V6  wysyła sygnał do obszaru bezpośrednio wokół niego (V6A). V6A ma bezpośrednie połączenia z korą przedruchową. [11] [12]

Z pasma wzrokowego wiodą także wzrokowe drogi odruchowe. Prowadzą one do:
- pola przedpokrywowego;
- wzgórka górnego pokrywy;
- nakrywki konarów;
- oraz podwzgórza.

## Uszkodzenia
Objawy uszkodzeń drogi wzrokowej uzależnione są od poziomu na jakim wystąpiło uszkodzenie. W patomorfologii opisywane są następujące uszkodzenia:
- ślepota oka (uszkodzenie nerwu wzrokowego)
- niedowidzenie połowicze dwuskroniowe hemianopsia bitemporalis (uszkodzenie skrzyżowania wzrokowego – brak widzenia z części donosowych nerwów wzrokowych)
- niedowidzenie połowicze jednoimienne hemianopsia homonyma (uszkodzenie pasma wzrokowego lub kory okolicy bruzdy ostrogowej płata potylicznego mózgu – brak widzenia jednej połowy pola widzenia)
- niedowidzenie kwadrantowe jednoimienne hemianopsia quadrantica (uszkodzenie promienistości wzrokowej)